# Saemangeum

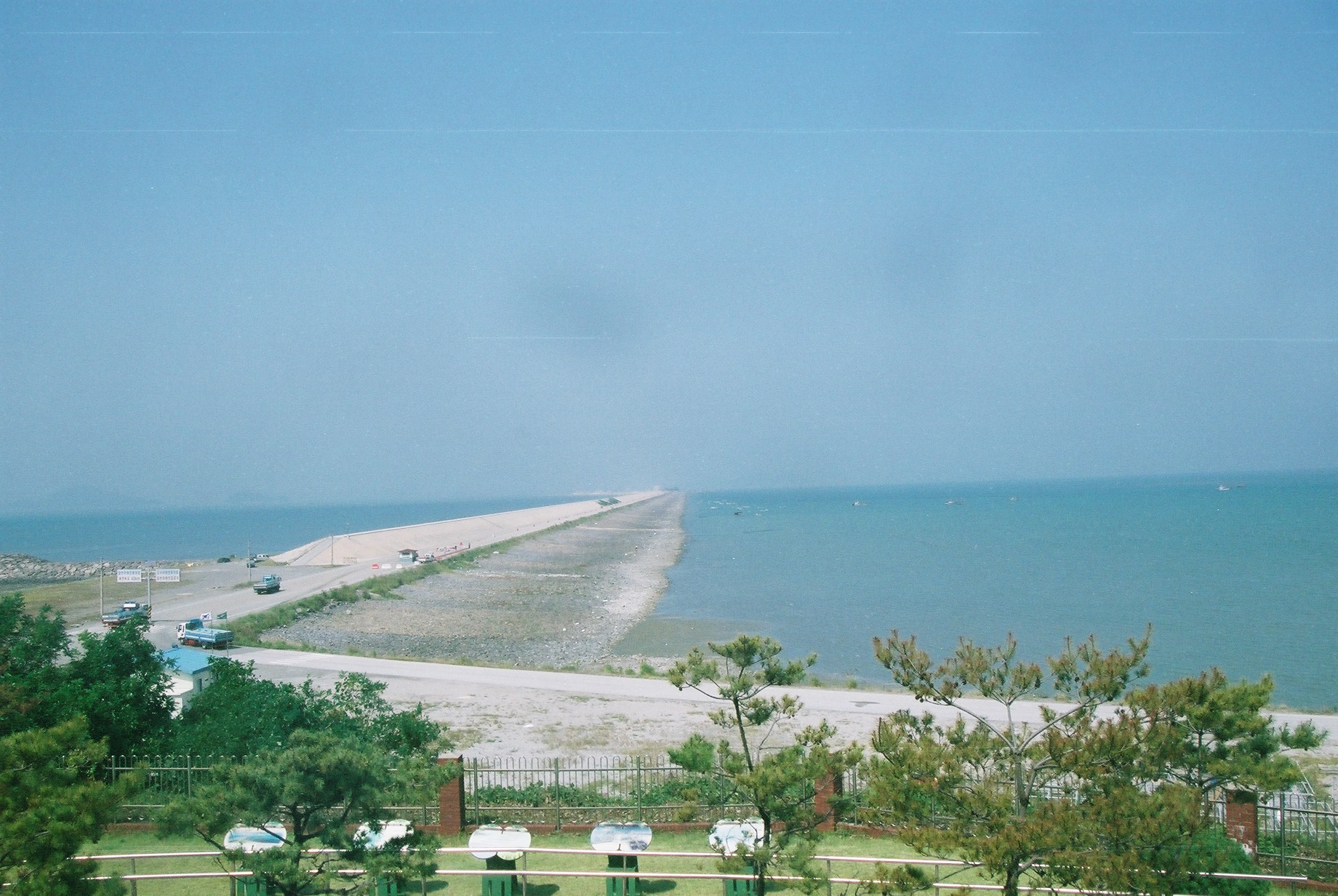
Una vista al Malecón de Saemangeum

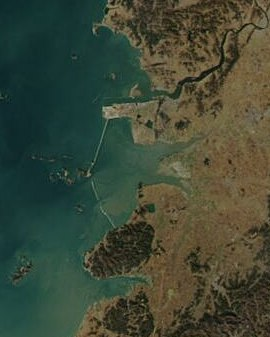
Foto satelital del estuario de Saemangeum de 2004. El malecón es visible.

Saemangeum es un estuario en la costa del mar Amarillo en Corea del Sur. Fue construido por el gobierno surcoreano bajo el proyecto de Saemangeum rompeola en abril de 2006 después de larga batalla entre los ambientalistas y la administración.

## Nombre
El estuario originalmente fue nombrado "Mangeum" (萬金). Probablemente, es la primera letra de Mangyeong y Gimje.

## Proyecto
Saemangeum está ubicado en la dembocadura del río Dongjin y río Mangyeong, en la costa de Jeolla del Norte, justo al sur del estuario del río Geum. La ubicación tiene de vecinos a Gunsan, Buan y Gimje.
El proyecto se empezó por una campaña política en la elección regional para ganar las votaciones locales en 1991 pero fue retrasado por unos asuntos contenciosos. El malecón tiene aproximadamente 33 km, cambiando la línea costal completamente en vez de la antigua de 100 km. Por terminar todo el proceso, una parcela de tierra, lo mismo de dos tercios de Seúl fueron añadidos a la península coreana. El proyecto se considera uno de los más grandes de las tierras ganadas al mar en la historia.
Todo el proceso terminó el 27 de abril de 2010, oficialmente estableciendo el malecón más largo construido con la longitud de 33.9  km, destruyendo el recuerdo de Zuiderzee Works desde 1932. El 2 de agosto de 2010, Saemangeum fue certificado por Guinness World Records como el malecón más largo en el mundo.

## Medio ambiente
Antes de 2006, la región representaba un hábitat vital para la migración de las aves. La finalización de Saemangeum ha logrado el decrecimiento de muchos especies. Es que aproximadamente 400,000 aves permanecen en este estuario para el descanso en su migración entre Asia y Alaska o Rusia, incluso dos especies en peligro, Tringa guttifer y Eurynorhynchus pygmeus (cada especie viviendo menos de 1.000 aves). Entonces una serie de organizaciones acusaron a las autoridades de no haber sido capaces de entender el impacto que supondría el proyecto para el ecosistema local en transparencia. Otro programa independiente se logró en 2006.

## Leer más
- Moores, N.; Battley, P.; Rogers, D.; Park M-N; Sung H-C; Van de Kam, J.; & Gosbell, K. (2006). Birds Korea – AWSG Saemangeum Shorebird Monitoring Program Report, 2006. Birds Korea publication: Busan.